# Ekstrem stressforstyrrelse
Ekstrem stressforstyrrelse (DESNOS (Disorders of Extreme Stress, Not Otherwise Specified)) er en betegnelse for når en person udvikler en reel (kronisk) psykisk sygdom som følge af PTSD (posttraumatisk stressforstyrrelse). Dette kan f.eks. være psykose, depression eller karakterafvigelse.